# Campeonato Africano de Atletismo de 2012 - 1500 m feminino
A prova dos 1500 metros feminino do Campeonato Africano de Atletismo de 2012 foi disputada no dia 29 de junho de 2012 no Estádio Charles de Gaulle em Porto Novo,  no Benim. 

## Recordes
Antes desta competição, os recordes mundiais e do campeonato nesta prova eram os seguintes:
|                       | Nome              | Nacionalidade | Tempo     | Local       | Data                   |
| --------------------- | ----------------- | ------------- | --------- | ----------- | ---------------------- |
| Recorde mundial       | Qu Yunxia         | China         | 3m 50s 46 | Pequim      | 11 de setembro de 1993 |
| Recorde do campeonato | Gelete Burka      | Etiópia       | 4m 08s 25 | Addis Ababa | 2 de maio de 2008      |
| Recorde africano      | Hassiba Boulmerka | Argélia       | 3m 55s 30 | Barcelona   | 8 de agosto de 1992    |

Os seguintes recordes foram estabelecidos durante esta competição:
| Data        | Evento | Atleta      | Nacionalidade | Tempo     | Notas                 |
| ----------- | ------ | ----------- | ------------- | --------- | --------------------- |
| 29 de junho | Final  | Rabab Arafi | Marrocos      | 4m 05s 80 | Recorde do campeonato |

## Medalhistas
| Ouro              | Prata            | Bronze                         |
| Rabab Arafi (MAR) | Mary Kuria (KEN) | Margaret Wangari Muriuki (KEN) |

## Cronograma
Todos os horários são locais (UTC+1).
| Data        | Hora  | Evento |
| ----------- | ----- | ------ |
| 29 de junho | 17:15 | Final  |

## Resultado final
| Posição           | Atleta                   | Nacionalidade | Tempo   | Notas                 |
| ----------------- | ------------------------ | ------------- | ------- | --------------------- |
| Medalha de ouro   | Rabab Arafi              | Marrocos      | 4:05.80 | Recorde do campeonato |
| Medalha de prata  | Mary Kuria               | Quênia        | 4:06.22 |                       |
| Medalha de bronze | Margaret Wangari Muriuki | Quênia        | 4:06.50 |                       |
| 4                 | Feyne Gudeto             | Etiópia       | 4:08.29 |                       |
| 5                 | Janet Achola             | Uganda        | 4:12.55 |                       |
| 6                 | Gete Dima                | Etiópia       | 4:13.15 |                       |
| 7                 | Amina Bakhit             | Sudão         | 4:19.51 |                       |
| 8                 | Lebogang Phalula         | África do Sul | 4:20.31 |                       |
| 9                 | Bentille Alassane        | Benim         | 4:53.25 |                       |
| 10                | Sandrine Kangue          | Gabão         | 5:04.83 |                       |
| 99 !              | Nazret Woldu             | Eritreia      | DNS     |                       |
| 99 !              | Alem Gereziher           | Etiópia       | DNS     |                       |
| 99 !              | Mapaseka Makhanya        | África do Sul | DNS     |                       |
| 99 !              | Agnes Mansaray           | Serra Leoa    | DNS     |                       |
| 99 !              | Jackline Sakilu          | Tanzânia      | DNS     |                       |

Legenda
| Recorde mundial       | Recorde mundial (World record)               |                       | Recorde africano                      | Recorde africano (African) |                                           | Q | Classificado por posição (Qualified) |
| Recorde do campeonato | Recorde do campeonato (Championship record)  | Recorde da América    | Recorde da América (Americas)         | q                          | Classificado por melhor tempo (Qualified) |   |                                      |
| Melhor marca do ano   | Melhor marca do ano (World leading)          | Recorde asiático      | Recorde asiático (Asian)              | DNS                        | Não largou (Did not start)                |   |                                      |
| Recorde nacional      | Recorde nacional (National record)           | Recorde europeu       | Recorde europeu (European)            | DNF                        | Não terminou (Did not finish)             |   |                                      |
| Recorde pessoal       | Recorde pessoal do atleta (Personal best)    | Recorde da Oceania    | Recorde da Oceania (Oceania)          | DSQ / DQ                   | Desclassificado (Disqualified)            |   |                                      |
| Recorde da temporada  | Recorde da temporada do atleta (Season best) | Recorde sul-americano | Recorde sul-americano (South America) | NM                         | Sem marca (No mark)                       |   |                                      |